# Celorico de Basto
Celorico de Basto – miejscowość w Portugalii, leżąca w dystrykcie Braga, w regionie Północ w podregionie Tâmega. Miejscowość jest siedzibą gminy o tej samej nazwie. 

## Demografia
| Liczba ludności gminy Celorico de Basto (1801–2011) | Liczba ludności gminy Celorico de Basto (1801–2011) | Liczba ludności gminy Celorico de Basto (1801–2011) | Liczba ludności gminy Celorico de Basto (1801–2011) | Liczba ludności gminy Celorico de Basto (1801–2011) | Liczba ludności gminy Celorico de Basto (1801–2011) | Liczba ludności gminy Celorico de Basto (1801–2011) | Liczba ludności gminy Celorico de Basto (1801–2011) | Liczba ludności gminy Celorico de Basto (1801–2011) | Liczba ludności gminy Celorico de Basto (1801–2011) |
| --------------------------------------------------- | --------------------------------------------------- | --------------------------------------------------- | --------------------------------------------------- | --------------------------------------------------- | --------------------------------------------------- | --------------------------------------------------- | --------------------------------------------------- | --------------------------------------------------- | --------------------------------------------------- |
| 1801                                                | 1849                                                | 1900                                                | 1930                                                | 1960                                                | 1981                                                | 1991                                                | 2001                                                | 2004                                                | 2011                                                |
| 25 573                                              | 21 381                                              | 20 134                                              | 22 684                                              | 24 392                                              | 22 671                                              | 21 477                                              | 20 466                                              | 20 128                                              | 20 098                                              |

## Sołectwa
Sołectwa gminy Celorico de Basto (ludność wg stanu na 2011 r.):
- Agilde - 1227 osób
- Arnóia - 1702 osoby
- Borba de Montanha - 1294 osoby
- Britelo - 2561 osób
- Caçarilhe - 466 osób
- Canedo de Basto - 1010 osób
- Carvalho - 789 osób
- Codeçoso - 444 osoby
- Corgo - 311 osób
- Fervença - 1445 osób
- Gagos - 628 osób
- Gémeos - 650 osób
- Infesta - 292 osoby
- Molares - 621 osób
- Moreira do Castelo - 627 osób
- Ourilhe - 459 osób
- Rego - 1241 osób
- Ribas - 1068 osób
- Santa Tecla de Basto - 212 osób
- São Clemente de Basto - 1524 osoby
- Vale de Bouro - 813 osób
- Veade - 714 osób

## Współpraca
Miejscowość partnerska:
- Wiltz, Luksemburg